# 단천초등학교
단천초등학교는 대한민국 충청북도 단양군에 있는 초등학교이다.

## 학교 연혁
- 1966. 03. 02 단천국민학교 개교
- 1985. 06. 19 충주댐 수몰로 현 위치로 이전
- 1991. 03. 01 두항분교장 폐교로 본교에 편입
- 1996. 03. 01 단천초등학교로 교명 변경
- 1999. 03. 01 가산분교장 본교 편입
- 2010. 03. 01 충청북도교육청 지정 농산어촌전원학교 시범학교 지정
- 2012. 03. 01 충청북도교육청 지정 학교급식 연구학교 지정
- 2012. 09. 01 제21대 김대호 교장 부임
- 2015. 02. 16 제45회 졸업식(총 졸업생 수 3,445명)
- 2015. 03. 01 초등 8학급 편성(본교 6, 분교2), 유치원 2학급 편성(본교1, 분교1)